# Oudemans (geslacht)
Oudemans is de naam van een uit Dordrecht afkomstig geslacht dat onder andere militairen en geleerden voortbracht.

## Geschiedenis
De bewezen stamreeks begint met Cornelis (An)thonisz Oudeman, schipper te Dordrecht, overleden tussen 1564 en 1576. Zijn nakomelingen waren schippers, metselaars en schoenmakers en bleven tot eind 18e eeuw steeds gevestigd in Dordrecht. De familie werd in 1949 opgenomen in het genealogische naslagwerk Nederland's Patriciaat; heropname volgde in 1995.

## Enkele telgen
Cornelis Oudemans (1748-1790), schoenmaker te Rotterdam
- Christiaan Antonie Oudemans (1794-1884), officier inf. 1813-, laatstelijk generaal-majoor 1854-1856, luitenant-generaal titulair 1881
- Antonie Cornelis Oudemans (1798-1874), schoolopziener te Leiden, Nederlandse taal- en letterkundige
  - prof. dr. Corneille Antoine Jean Abram Oudemans (ook bekend als: Cornelis Antonie Jan Abraham) (1825-1906), Nederlands medicus, botanicus, hoogleraar en rector magnificus
    - dr. Johannes Theodorus Oudemans (1862-1934), entomoloog, conservator Zoölogische Musea te Amsterdam, mede-oprichter en voorzitter 1906-1927 Vereeniging tot Behoud van Natuurmonumenten, voorzitter Nederlandse Entomologische Vereeniging 1903-†
      - Cornelis Antonie Oudemans (1890-1958)
        - drs. Johannes Theodorus Oudemans (1917-1995), lid gemeenteraad 1982-1989 en wethouder 1982-1986 van Soest

      - Theodorus Christiaan Oudemans (1892-1963), dr. h.c. Wageningen 1963, directeur B.V. Landgoed Schovenhorst
        - mr. Aart Hendrik Willem Oudemans (1926-1991), directielid Kluwer Uitgeverij te Deventer, voorzitter B.V. Landgoed Schovenhorst
          - dr. Theodorus Christiaan Wouter Oudemans (1951), filosoof
          - drs. Anne Marietje Oudemans (1955); trouwde in 1987 met prof. dr. mr. Herman Philipse (1951), filosoof
          - drs. mr. Pieter Berend Oudemans (1960-2005), bankier en ondernemer

        - Josina Johanna Mathilde Hester Oudemans (1937-1992), directeur B.V. Landgoed Schovenhorst, oprichtster Stichting Oudemans; trouwde in 1983 met mr. Sibrand Willinge Gratama (1914-1992), lid Provinciale Staten van Gelderland 1954-1966

      - Josina Johanna Oudemans (1894-1966), Erekruis in de Huisorde van Oranje; trouwde in 1921 met dr. ir. Aart Hendrik Willem Hacke (1893-1961), politicus

  - prof. dr. Jean Abraham Chrétien Oudemans (1827-1906), astronoom
    - dr. Anthonie Cornelis Oudemans (1858-1943), directeur Koninklijk Zoölogisch-botanisch genootschap te ‘s-Gravenhage

  - prof. dr. Antoine Corneille Oudemans (1831-1895), hoogleraar scheikunde en directeur Polytechnische School te Delft
  - Wilhelmina Oudemans (1839-1883); trouwde in 1863 met mr. Jan Jacob van Geuns (1836-1915), president 1901-1909 gerechtshof te 's-Gravenhage, lid gemeenteraad aldaar 1873-1890

Geslachten die opgenomen zijn in het sinds 1910 verschijnende genealogische naslagwerk Nederland's Patriciaat. Lijst volgens opgave van het CBG Centrum voor familiegeschiedenis.
A · B · C · D · E · F · G · H · I · J · K · L · M · N · O · P · Q · R · S · T · U · V · W · Y · Z